# Archidiocèse de Palmas
L'archidiocèse de Palmas (en latin, Archidioecesis Palmensis in Brasilia) est une circonscription ecclésiastique de l'Église catholique au Brésil.
Son siège se situe dans la ville de Palmas, capitale de l'État du Tocantins.
Son archevêque est depuis 2010 Pedro Brito Guimarães (pt).